# (390) Alma
(390) Alma ist ein Asteroid des mittleren Hauptgürtels, der am 24. März 1894 vom französischen Astronomen Guillaume Bigourdan am Pariser Observatorium bei einer Helligkeit von 13 mag entdeckt wurde. Es war seine einzige Asteroidenentdeckung.
Der Asteroid ist wahrscheinlich nach dem Fluss Alma auf der Krim benannt, der einer berühmten Schlacht der Franzosen und Engländer gegen die Russen 1854 im Krimkrieg seinen Namen gab.

## Wissenschaftliche Auswertung
Aus Ergebnissen der IRAS Minor Planet Survey (IMPS) wurden 1992 erstmals Angaben zu Durchmesser und Albedo für zahlreiche Asteroiden abgeleitet, darunter auch (390) Alma, für die damals Werte von 23,7 km bzw. 0,22 erhalten wurden. Eine Auswertung von Beobachtungen durch das Projekt NEOWISE im nahen Infrarot führte 2011 zu vorläufigen Werten für den Durchmesser und die Albedo im sichtbaren Bereich von 31,2 km bzw. 0,13. Nachdem die Werte nach neuen Messungen mit NEOWISE 2012 auf 18,4 km bzw. 0,37 geändert worden waren, wurden sie 2014 auf 25,7 km bzw. 0,27 korrigiert.
Eine spektroskopische Untersuchung von 820 Asteroiden zwischen November 1996 und September 2001 am La-Silla-Observatorium in Chile ergab für (390) Alma eine taxonomische Klassifizierung als S-Typ.
Photometrische Messungen des Asteroiden fanden erstmals statt vom 21. April bis 22. Mai 1998 am Observatório do Pico dos Dias in Brasilien. Aus der während vier Nächten aufgezeichneten Lichtkurve wurde eine Rotationsperiode von 4,00 h abgeleitet. Bei weiteren Beobachtungen am 7. und 8. August 2004 am Santana Observatory in Kalifornien wurde dann jedoch eine deutlich kürzere Rotationsperiode von 3,74 h bestimmt.
Aus archivierten Daten des Palmer Divide Observatory (PDO) in Colorado konnte in einer Untersuchung von 2009 für (390) Alma zunächst nur eine retrograde Rotation mit einer Periode von 3,74116 h abgeleitet werden. Eine Auswertung von archivierten Lichtkurven des United States Naval Observatory (USNO) in Arizona und der Siding Spring Survey ermöglichte auch 2011 wieder nur die Bestimmung einer retrograden Rotation mit einer Periode von 3,74116 h.
Aus archivierten photometrischen Daten des USNO und der Catalina Sky Survey wurde in einer Untersuchung von 2013 erstmals ein dreidimensionales Gestaltmodell des Asteroiden für zwei alternative Rotationsachsen mit retrograder Rotation und einer Periode von 3,74117 h berechnet. Aus den Daten des Asteroid Terrestrial-impact Last Alert System (ATLAS) konnte in einer Untersuchung von 2022 mit der Methode der konvexen Inversion wieder eine Rotationsperiode von 3,74117 h berechnet werden.